# سونيا هيني
سونيا هيني (Sonja Henie) هي لاعبة أولمبية لرياضة التزلج الفني على الجليد من النرويج. شاركت في الأولمبياد الشتوي في 1928–1936، وفازت بما مجموعه 3 ميداليات.

## الميداليات
| ذهب | فضة | برونز | المجموع |
| 3   | 0   | 0     | 3       |

## روابط خارجية
- سونيا هيني على موقع IMDb (الإنجليزية)
- سونيا هيني على موقع الموسوعة البريطانية (الإنجليزية)
- سونيا هيني على موقع روتن توميتوز (الإنجليزية)
- سونيا هيني على موقع مونزينجر (الألمانية)
- سونيا هيني على موقع ألو سيني (الفرنسية)
- سونيا هيني على موقع أول موفي (الإنجليزية)
- سونيا هيني على موقع قاعدة بيانات برودواي على الإنترنت (الإنجليزية)
- سونيا هيني على موقع قاعدة بيانات الأفلام السويدية (السويدية)
- سونيا هيني على موقع إن إن دي بي (الإنجليزية)
- سونيا هيني على موقع ديسكوغز (الإنجليزية)
- سونيا هيني على موقع اللجنة الأولمبية الدولية (الإنجليزية)
- سونيا هيني على موقع أوليمبيديا (الإنجليزية)